# تلاش برای ترور فومیو کیشیدا
تلاش برای ترور فومیو کیشیدا، در ۱۵ آوریل ۲۰۲۳، یک بمب لوله‌ای در نزدیکی فومیو کیشیدا، صد و یکمین نخست‌وزیر ژاپن، که به بندر ماهیگیری سایکازاکی، واکایاما (شهر)، استان واکایاما، در منطقه کانسای برای ایراد یک سخنرانی کمپین برای انتخابات میان دوره ای ناحیه اول واکایاما در سال ۲۰۲۳ منفجر شد.
درست قبل از اینکه کیشیدا سخنرانی کند، مردی بمب لوله‌ای پرتاب کرد. مرد پرتاب کننده شی توسط ماهیگیران محلی و پلیس دستگیر شد. کیشیدا آسیبی ندید، زیرا در لحظه پرتاب بمب لوله‌ای، او را از محل خارج کردند. ۵۰ ثانیه بعد از پرتاب، بمب، منفجر شد و دو نفر مجروح شدند.
مظنون، ریوجی کیمورا ۲۴ ساله، قبلاً تلاش کرده بود در انتخابات مجلس شوراهای ژاپن در سال ۲۰۲۲ نامزد شود، اما به دلیل سن کم و ناتوانی در پرداخت حق ودیعه از نامزدی او جلوگیری شده بود. کیمورا متعاقباً با طرح دعوی حقوقی، قوانین واجد شرایط بودن را به خلاف قانون اساسی متهم کرد.

## حادثه
در ۱۵ آوریل ۲۰۲۳، نخست‌وزیر ژاپن فومیو کیشیدا در شهر واکایاما (شهر) در حمایت از یک سیاستمدار حزب لیبرال دموکرات (ژاپن) که نامزد نامزدی بود سخنرانی می‌کرد. انتخابات میان دوره ای، نامزدی که برای انتخابات میان دوره ای شرکت می‌کند،
زمانی که آنچه به عنوان یک بمب «شبیه بمب لوله‌ای» توصیف شد، پرتاب شد و در یک متری او به زمین‌خورد.
کیشیدا از مواد منفجره آسیبی ندید، زیرا  محافظان پلیس از پلیس متروپولیتن توکیو او را از منطقه تخلیه کردند. اما یکی از رهگذران و یک افسر پلیس دچار جراحات جزئی شدند. وسیله انفجاری نزدیک کیشیدا فرود آمد و کمتر از یک دقیقه بعد منفجر شد. پس از انفجار، همراه با خارج کردن کیشیدا از محل، مردم نیز فرار کردند. در حالی که مردی که آن را پرتاب کرد در حال آماده شدن برای پرتاب بمب دوم بود دو ماهیگیر محلی مجرم را مهار کردند و مانع از اقدام وی شدند. این مرد در صحنه توسط مأموران پلیس لباس شخصی دستگیر شد.
تمام ماجرا توسط دوربین‌ها ثبت شده است. به گفته ساکنان نزدیک خانه مرد دستگیر شده در کاوانیشی، هیوگو، وی مردی آرام و ملایم به نظر می‌رسید.
کیشیدا در پی این حادثه اظهار داشت: "متأسفم که باعث نگرانی بسیاری از مردم شدم. ما در میانه یک انتخابات مهم برای کشور خود هستیم. ما باید این را با هم ادامه دهیم.
روز بعد، کیشیدا قول داد تا قبل از چهل و نهمین اجلاس گروه هفت که در ماه مه ۲۰۲۳ در ژاپن برگزار می‌شود، هر کاری که ممکن است برای اطمینان از ایمنی انجام دهد، انجام دهد.
این حادثه نه ماه پس از ترور شینزو آبه نخست‌وزیر سابق شینزو آبه در ۸ ژوئیه ۲۰۲۲ رخ داد. در حادثه تیراندازی به شینزو آبه که در ژوئیه سال گذشته رخ داد، پلیس ناحیه نارا متهم را که به قتل متهم شده بود، به ظن اقدام به قتل دستگیر کرد، اما در این مورد مشخص نبود که آیا قصد قتل وجود داشته است یا خیر. و مرگبار بودن مواد منفجره نیز ناشناخته بود. پلیس استان واکایاما به دلیل عدم امکان ادامه سخنرانی، اتهامی مبنی بر «ممانعت از تجارت» را مطرح کرد. پلیس استان می‌گوید در صورتی که بتوان قصد قتل را مشخص کرد، متهم را به تلاش برای قتل متهم خواهد کرد. در ۱۶ آوریل ۲۰۲۳، بررسی‌های امنیتی برای باقی مانده مبارزات انتخاباتی تشدید شد.
زمانی که آنچه به عنوان یک بمب «شبیه بمب لوله‌ای» توصیف شد، پرتاب شد و در یک متری او فرود آمد.